# Albert Tarantola
Pour les articles homonymes, voir Tarantola.
Albert Tarantola (né le 15 juin 1949 à Santa Coloma de Cervelló et mort le 6 décembre 2009 à Paris) est un géophysicien français d'origine espagnole. Ses travaux principaux portent sur la théorie du problème inverse.

## Formation et carrière académique
Albert Tarantola a vécu toute sa jeunesse en Espagne. À 15 ans, il quitte l'école, vit de petits travaux avant de reprendre des études pour obtenir l'équivalent du baccalauréat. Il arrive à l'université de Paris-VI (Jussieu) au début des années 1970 et obtient un doctorat d'astrophysique en 1976.
Albert Tarantola a effectué toute sa carrière à l'Institut de physique du globe de Paris, dont il a dirigé la formation universitaire de DEA Géophysique interne de 1991 à 1996. Il en a également été le directeur du Département des Observatoires (sismiques, volcaniques et magnétiques) de 1994 à 1996.
Il fut également fondateur et animateur du Groupe de Tomographie Géophysique (en), un groupe d'étudiants en thèse au Département de Sismologie à l'Institut de physique du globe de Paris qui, entre 1985 et 2000, réalisa de nombreuses recherches et développements sur le thème de l'inversion non-linéaire des formes d'ondes sismiques.
Professeur invité aux universités de Stanford, Princeton, Pékin, Santiago du Chili ou au California Institute of Technology, il a été distingué par la médaille d'argent du CNRS et le prix Antoine d'Abbadie de l'Académie des sciences. En novembre 2004 il est nommé Doctor Honoris Causa de l'Université de Copenhague.
Sur la fin de sa carrière, il a développé des réflexions sur le développement continu des technologies, demandant de « cesser d'avoir cette foi naïve dans le "progrès" que nous prodiguent la science et la technologie ».
Invité à donner un mois de cours à l'université de Santiago du Chili, il a été victime mi-septembre 2009 d'un accident vasculo-cérébral en revenant de la Terre de Feu. Il est mort à l'Hôtel-Dieu à Paris après trois mois dans le coma.

## Travaux scientifiques en géophysique
En 1982 ses travaux sur la théorie du problème inverse lui apportent une reconnaissance mondiale. Cette théorie permet d'obtenir des renseignements sur la structure interne de la Terre à partir des ondes sismiques. Cette théorie a aujourd'hui de nombreuses applications dans les domaines de l'imagerie médicale et de la prospection pétrolière. Il s'est également intéressé à de nombreux sujets scientifiques (navigation par satellite...).
Il est l'un des géophycisiens dont les travaux ont été, dans le monde, les plus cités au cours de la seconde moitié du XXe siècle.

## Publications notables

### Livres
- A. Tarantola, Inverse Problem Theory and Methods for Model Parameter Estimation, SIAM, 2005 (ISBN 978-0-89871-572-9, lire en ligne)
- A. Tarantola, Elements for Physics Quantities, Qualities, and Intrinsic Theories, Springer, 2006 (ISBN 978-3-642-06452-4, lire en ligne)

### Articles scientifiques
- A. Tarantola et B. Valette, « Inverse Problems = Quest for Information », Journal of Geophysics, vol. 50,‎ 1982, p. 159–170 (lire en ligne)
- A. Tarantola et B. Valette, « Generalized Nonlinear Inverse Problems Solved Using the Least Squares Criterion », Reviews of Geophysics and Space Physics, vol. 20, no 2,‎ mai 1982, p. 219–232 (DOI 10.1029/RG020i002p00219, Bibcode 1982RvGSP..20..219T, lire en ligne)
- A. Tarantola, « Inversion of seismic reflection data in the acoustic approximation », Geophysics, vol. 49,‎ 1984, p. 1259–1266 (lire en ligne)
- A. Tarantola, « A strategy for nonlinear elastic inversion of seismic reflection data », Geophysics, vol. 51, no 10,‎ octobre 1986, p. 1893–1903 (DOI 10.1190/1.1442046, Bibcode 1986Geop...51.1893T, lire en ligne)
- K. Mosegaard et A. Tarantola, « Monte Carlo Sampling of Solutions to Inverse Problems », Journal of Geophysical Research, vol. 100, no B7,‎ 1995, p. 12,431–12,447 (DOI 10.1029/94jb03097, Bibcode 1995JGR...10012431M, lire en ligne)

## Distinctions
- médaille d'argent du CNRS
- 1988 : prix Antoine d'Abbadie de l'Académie des sciences
- 1989 : Award Conrad Schlumberger de l'European Association of Exploration Geophysics[2]
- Fellow de l'American Geophysical Union[2]
- 2018 : médaille Maurice Ewing (à titre posthume) par la Society of Exploration Geophysicists[4]
- L'astéroïde (211172) Tarantola porte son nom